# Парламентські вибори в Польщі 2011
Парламентські вибори в Польщі пройшли 9 жовтня 2011 року. В ході виборів оновлено склад Сейму (460 депутатів) і Сенату (100 депутатів).
460 депутатів Сейму обрані за пропорційної системи з використанням методу д'Ондта, п'ятипроцентним бар'єром для партії, восьмивідсотковим бар'єром для коаліцій і квотою для партій національних меншин (одне місце). 100 сенаторів обрані по округах. Вибори в Сенат вперше проходили в одномандатних округах після відповідної зміни у виборчому законодавстві.
4 серпня президент Броніслав Коморовський призначив датою виборів 9 жовтня, хоча розглядалася можливість проведення дводенних виборів для підвищення явки.

## Сейм
- Громадянська платформа: 207 місць
- Право і справедливість: 157 місць
- Рух Палікота: 40 місць

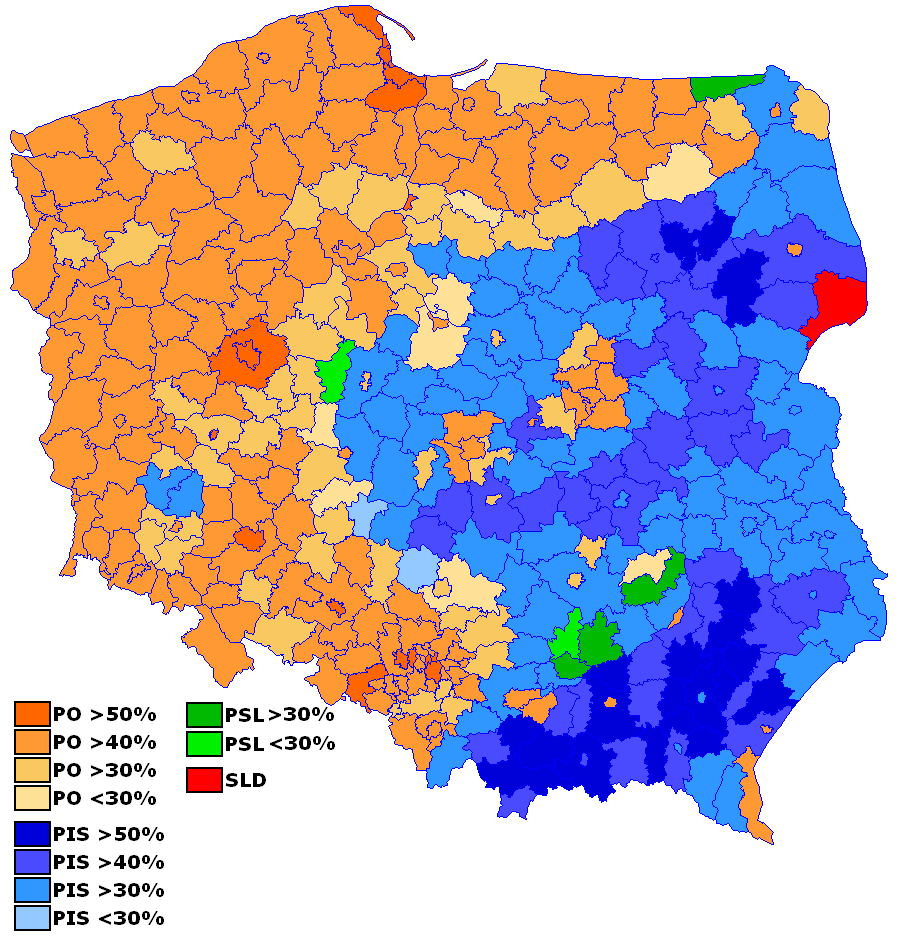

- Польська селянська партія: 28 місць
- Союз демократичних лівих сил: 27

За результатами виборів перемогу здобула Громадянська платформа.

## Сенат

Результати виборів до Сенату. Жовтим кольором виділені виборчі округи, на яких перемогли представники ГП, синім — ПіС, зеленим — народної партії, сірим — незалежні

- Громадянська платформа: 63 сенатора
- Право і справедливість: 31 сенатор
- Польська селянська партія: 2 сенатора
- Незалежні кандидати: 4

Партія «Право і справедливість» отримала більшість голосів у південно-східних воєводствах Польщі, максимальне — в Підкарпатському воєводстві (48,6 % проти 23,5 у Громадянської платформи). Громадянська платформа максимальне число голосів на виборах в Сейм отримала в рідному для її лідера Дональда Туска Поморському воєводстві (51,4 % проти 25,2 % у ПіС).
Лідер Союзу демократичних лівих сил Гжегож Наперальський визнав велику поразку своєї партії і закликав до оновлення.
Сюрпризом виборів став успіх Руху Палікота, якого деякі за екстравагантність і зайняте третє місце називають польським Володимиром Жириновським.